# Wolfgang Vogt (Mediziner)
Wolfgang Vogt (geboren am 14. August 1942 in München) ist ein deutscher Arzt für Laboratoriumsmedizin, Klinischer Chemiker und ehemaliger Hochschullehrer.

## Werdegang
Nach Abitur und Wehrdienst im Bereich Nachrichtentechnik studierte Wolfgang Vogt von 1963 bis 1968 Medizin an der Ludwig-Maximilians-Universität München (LMU). 1970 erfolgte die ärztliche Approbation. Von 1970 bis 1974 war er an einem EDV-Projekt des Bundesministeriums für Bildung und Wissenschaft (Datenerfassung und -verarbeitung im klinisch-chemischen Laboratorium) am Klinisch-chemischen Institut des Klinikums Harlaching unter Maximilian Knedel beteiligt. Anschließend war Vogt bis 1985 am Institut für Klinische Chemie im Klinikum Großhadern der LMU München unter Maximilian Knedel, von 1977 an als Leitender Oberarzt, ab 1980 als Professor für klinische Chemie tätig. Von 1986 bis zu seiner Pensionierung 2009 war er Direktor des Instituts für Laboratoriumsmedizin des Deutschen Herzzentrums München des Freistaates Bayern – Klinik an der Technischen Universität München.

## Wissenschaftliche Betätigung
1971 erfolgte die Promotion („Der quantitative Nachweis von Peptiden, insbesondere Hypertensin, durch Kupplung mit Diazoniumsalzen“), 1977 die Habilitation („Steroid-Phosphinsäureester: Eine neue Derivatklasse zur selektiven, gaschromatographischen Bestimmung von Monohydroxysteroiden“).
Hauptthemen seiner wissenschaftlichen Tätigkeit waren unter dem Motto „Trennen und Erkennen“ die Ultraspurenanalyse mit Gaschromatographie, Massenspektrometrie, HPLC und die Vanadiumbestimmung im Ultraspurenbereich mit der elektrothermischen Atomabsorptionsspektrometrie sowie die Clusteranalyse und die Computersimulation. Vogt entwickelte den temperaturprogrammierten Injektor für die Kapillargaschromatografie (Kaltaufgabesystem), der die Gesamtnachweisgrenze einer Methode um mehr als zwei Zehnerpotenzen senkte und die Diskriminierung verringerte. Er beschrieb erstmals phosphorhaltige Derivate für den extrem empfindlichen Nachweis von Hydroxyverbindungen mit dem Alkaliflammenionisationsdetektor (bis in den Atto-Mol-Bereich, 10−18).
Die Arbeiten fanden ihren Niederschlag in elf Büchern sowie 250 Zeitschriften- und Buchbeiträgen.

## Aktivitäten in Fachgesellschaften
Von 1988 bis 1990 war Wolfgang Vogt kooptiertes Vorstandsmitglied der Deutschen Gesellschaft für Klinische Chemie (DGKC), von 1998 bis 2003 Mitglied des Präsidiums der Deutschen Gesellschaft für Laboratoriumsmedizin (DGLM), von 2000 an als deren President elect bzw. Präsident. Nach der Fusion der beiden Fachgesellschaften im Jahr 2003 war er von 2003 bis 2007 Schriftführer der neuen, vereinten Deutschen Gesellschaft für Klinische Chemie und Laboratoriumsmedizin (DGKL).

## Tätigkeiten in Gremien

### Gebührenordnung
Von 1988 bis 2000 war er Gutachter und Sachverständiger für die Gebührenordnung für Ärzte (u. a. Neufassung des Teils M der Gebührenordnung 1996) beim Bundesministerium für Arbeit und Sozialordnung, dann beim Bundesministerium für Gesundheit.

### Qualitätssicherung und Business Excellence
Von 2001 bis 2014 war er Vorsitzender des Beirats der Bundesärztekammer (BÄK) für die Richtlinie zur Qualitätssicherung laboratoriumsmedizinischer Untersuchungen (Rili-BÄK), von 2009 bis 2015 einer der beiden Vertreter der Bundesärztekammer in der Gendiagnostikkommission des Bundes.
Von 2000 bis 2008 war er Mitglied des Beirats des Deutschen EFQM-Centers bei der Deutschen Gesellschaft für Qualität (DGQ), von 2000 bis 2012 war er Mitglied der Jury des Ludwig-Erhard-Preises (Deutscher Excellence Preis), ab 2006 als deren Vorsitzender.
1993 gründete er mit sechs weiteren Fachkollegen die ärztliche Gütegemeinschaft INQUAM.e.V. (Institut für Qualitätsmanagement in Medizinischen Laboratorien) und war lange Jahre deren Vorsitzender.
Von 1991 bis 2009 war er Vorsitzender der Arbeitsgruppe „Laboratoriumsmanagement“ der einschlägigen deutschsprachigen wissenschaftlichen Fachgesellschaften (DGKL, ÖGKC, ÖGLM, SGKC) und Mitglied in weiteren Kommissionen der Fachgesellschaften (z. B. Ausbildungskommission).

### Lehre
Vogt war 20 Jahre Sachverständiger beim Institut für medizinische und pharmazeutische Prüfungsfragen (IMPP) für Klinische Chemie, Pathobiochemie und Innere Medizin.

## Ehrungen
- 1999 wurde er mit dem Verdienstorden der Bundesrepublik Deutschland ausgezeichnet.
- 2016 erhielt er den Felix-Hoppe-Seyler-Preis seiner Fachgesellschaft.

## Veröffentlichungen (Auszug)

### Fachartikel
- W Vogt, K Jacob, M Knedel: A high sensitive and selective gas chromatographic determination of monohydroxy steroids as phosphinic esters with the alkali flame detector. In: J Chromatogr Sci. Volume 12, 1974, p. 658–661.
- W Vogt, K Jacob, A-B Ohnesorge, HW Obwexer: Capillary gas chromatographic injection system for large sample volumes. In: J Chromatogr. Volume 186, 1979, p. 197–205.
- W Vogt, P Sandel, P Schwarzfischer, SL Braun, C Langfelder, M Knedel: Cluster-oriented discriminant analysis: taxonomic classification of the thyroid function. In: Clin Chim Acta. Volume 112, 1981, p. 213–223.
- W Vogt, E Egeler, W Sommer, F Eisenbeiss, H-D Meyer: High performance liquid chromatographic determination of hormonal peptides and their fluorenylmethoxycarbonyl derivatives. In: J Chromatogr. Volume 400, 1987, p. 83–89.
- D Nagel, W Vogt: Cluster analysis in diagnosis. In: Clin Chem. Volume 38, 1992, p. 182–198.
- G Heinemann, W Vogt: Quantification of vanadium in serum by electrothermal atomic absorption spectrometry. In: Clin Chem. Volume 42, 1996, p. 1275–1282.
- W Vogt: The German perspectives of using the EFQM model in medical laboratories. In: Accred Qual Assur. Volume 6, 2001, p. 396–401.

### Fachbücher
- W Vogt (Hrsg.): Enzymimmunoassay – Grundlagen und praktische Anwendung., Georg Thieme Verlag, Stuttgart 1978, ISBN 3-13-508201-6.
- W Vogt, D Nagel, H Sator: Cluster analysis in clinical chemistry – A Model –., John Wiley & Sons Ltd., Chichester 1987, ISBN 0-471-91554-8.
- W Vogt (Hrsg.): Das wirtschaftliche Krankenhauslaboratorium – Leistung und Kosten., INSTAND-Schriftenreihe Bd. 9, Springer Verlag, Berlin 1997, ISBN 3-540-61452-4.